# Štrbské Pleso
Pour les articles homonymes, voir Štrbské pleso pour le lac.
Štrbské Pleso est une station de ski située dans les Hautes Tatras, dans la région de Prešov, dans le nord de la Slovaquie.

## La Ville
Štrbské Pleso fait partie des terres du village de Štrba. Celles-ci ont été incorporées à la municipalité de Vysoké Tatry de 1947 à 2007. La propriété a été rétrocédée à Štrba le 1er janvier 2008, lorsque la décision de la cour suprême du 14 août 2007 est entrée en vigueur.
Štrbské Pleso comprend les locaux commerciaux et résidentiels situées au voisinage du lac (en slovaque, Štrbské Pleso signifie « Lac de Štrba »), ainsi que la retenue de Nové Štrbské pleso (« nouveau Štrbské pleso »), construite en 1900. On dénombre en tout près de 200 habitants.

## Histoire
La localité actuelle a commencé à prendre forme en 1872, lorsque Jozef Szentiványi (« de Saint-Jean », 1817-1906, issu d'une famille de la noblesse trouvant ses racines dans le village voisin de Liptovský Ján, « Saint-Jean-de-Liptov » en français) bâtit un pavillon de chasse sur les rives du lac. L'accès aux Hautes Tatras avait été facilité l'année précédente, lorsque le train arriva à Poprad, au pied de la chaîne de montagne.
Szentiványi loua le terrain au village de Štrba, dont les terres comprenaient le lac, et qui lui a d'ailleurs donné son nom. La hutte fut ouverte aux touristes l'année suivante, et l'Union Carpates (club de randonnée) pu construire son propre chalet à proximité en 1875.
Szentiványi continua à construire des équipements, ce qui fit de Štrbské Pleso une destination populaire. Le chemin de fer à crémaillère la connectant au réseau principal fut construit en 1896. La première école de ski fut organisée en 1899. Le chemin de fer électrique des Tatras la relia dès 1912 avec d'autres stations situées sur le versant slovaque des Tatras. La station fut acquise par le gouvernement en 1901.
La zone adjacente de Nové Štrbské Pleso commença à se développer en 1897 quand les terres furent acquises par l'architecte Karol Móry de Banská Bystrica. Il endigua le ruisseau Mlynica en 1900 pour inonder un marais mineur, créer le petit « nouveau lac de Štrba », et développer le charme de sa propriété.
Štrbské Pleso fut considérablement modernisée dans les années 1970, avec la construction de plusieurs hôtels, de tremplins de ski etc.

## Tourisme

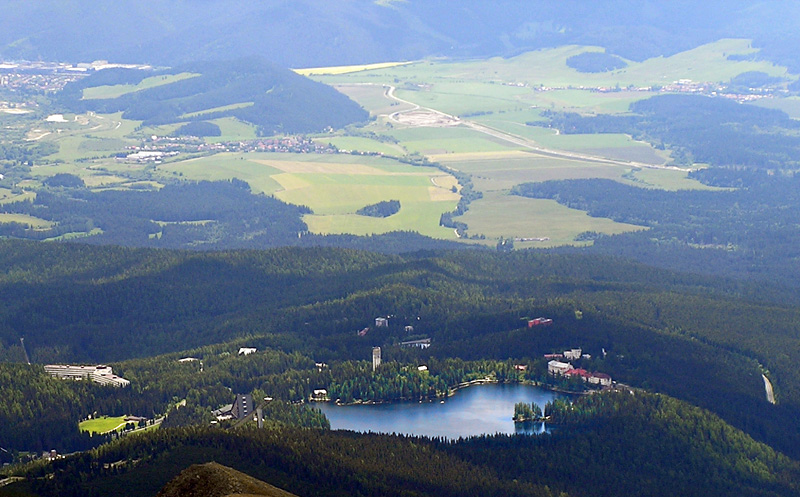
Bâtiments commerciaux et résidentiels près du lac

Grâce à son grand lac de montagne, elle est très appréciée pour le tourisme ainsi que pour ses équipements bien-être. Du fait de grands parkings et d'une gare (arrêt du Tram des Tatras), la station est le point de départ d'un grand nombre de randonnées, notamment vers le mont Kriváň et le mont Rysy.

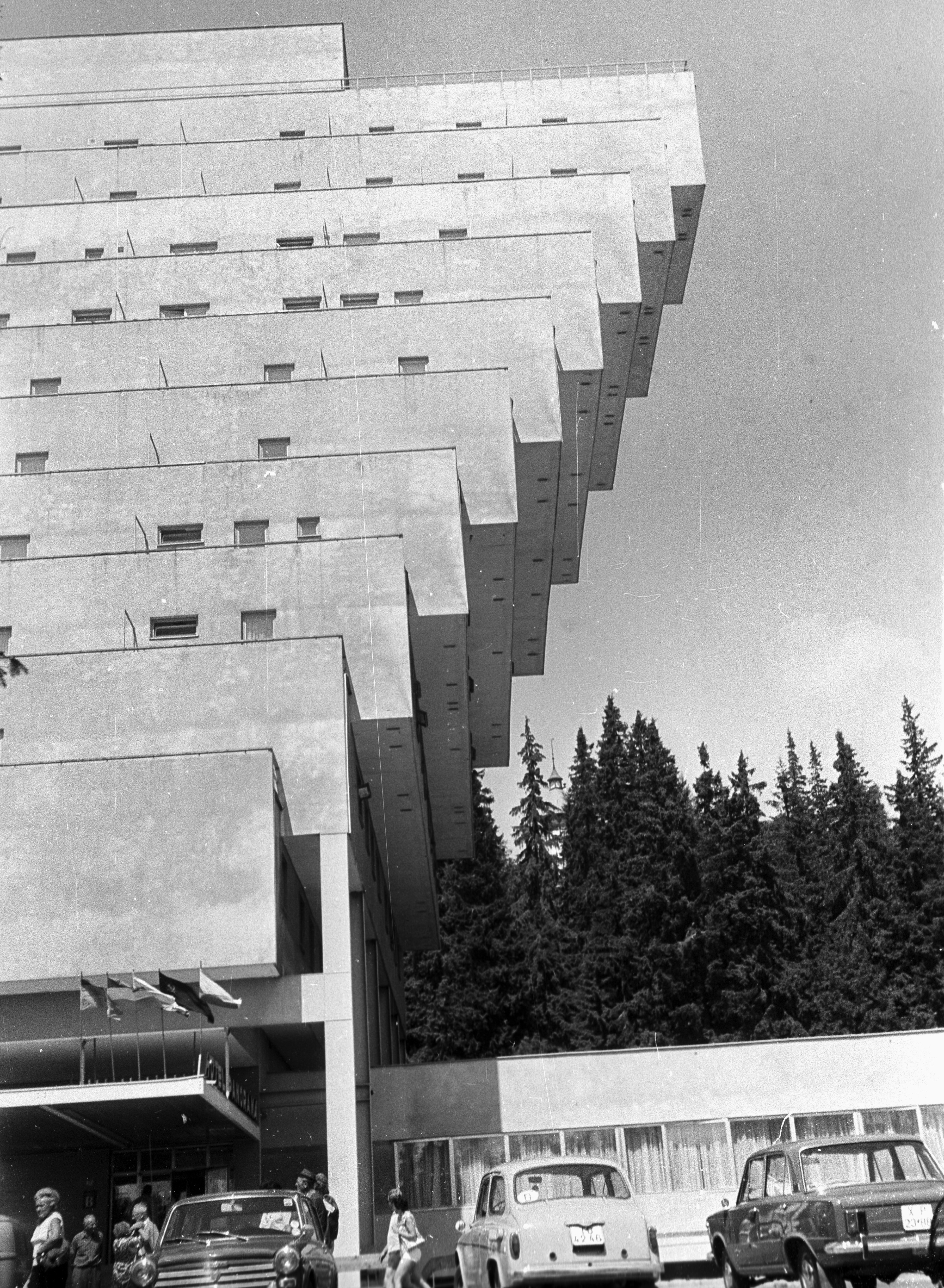
Vue de l'Hotel Panorama en 1971

Štrbské Pleso est aussi connu pour son "Hotel Panorama", conçu en 1967-1970 par l'architecte brutaliste tchécoslovaque Zdeněk Řihák (cs), notamment rendu célèbre en 2018 par la couverture de l'album Этажи (Etazhi) du groupe de musique biélorusse Molchat Doma (Молчат Дома).

## Saut à ski

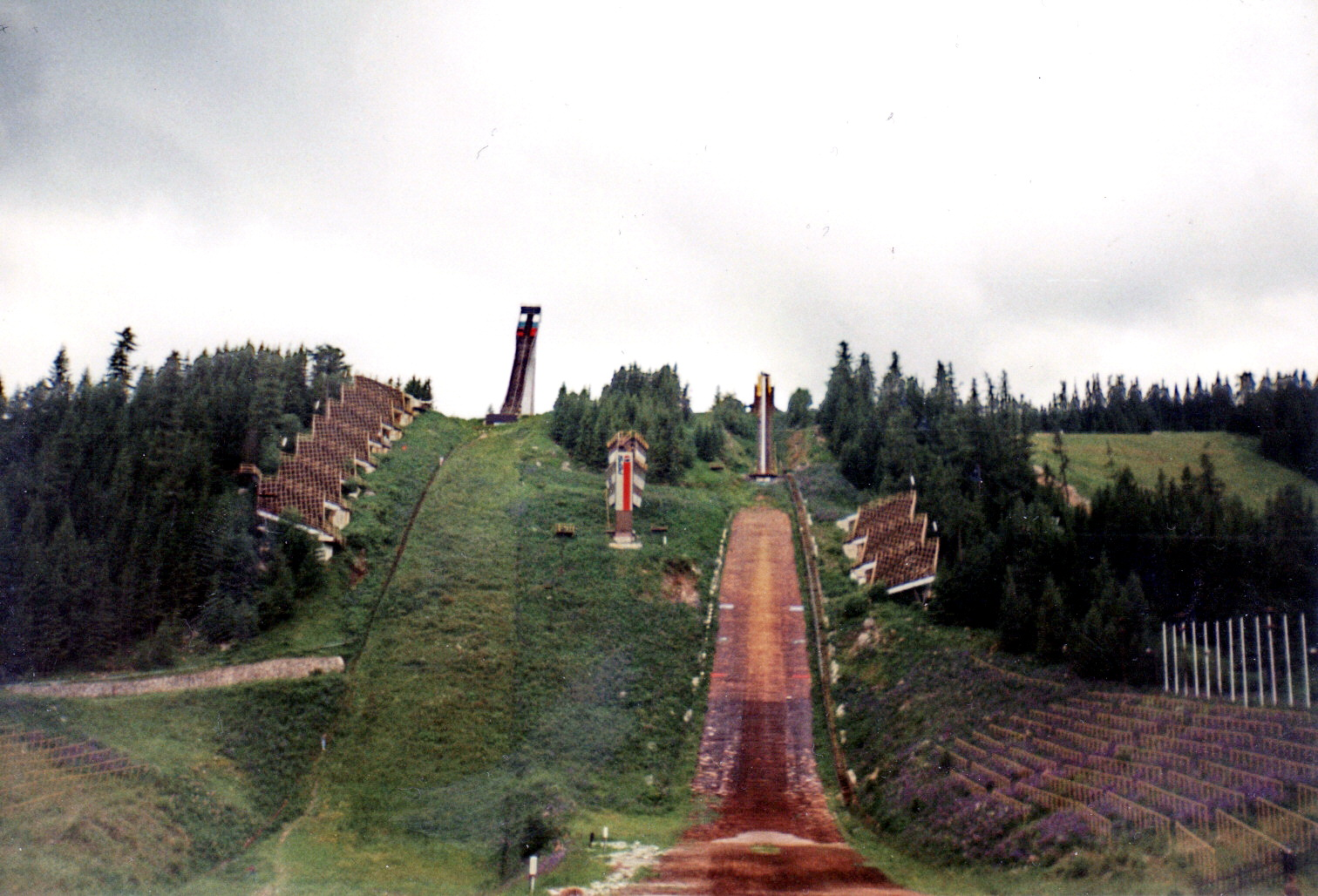
Les tremplins en 1997

Strbske Pleso est dotée de tremplins de saut à ski, le tremplin MS 1970 avec un K de 90 mètres et un autre de 120 mètres, abandonné depuis le début du XXIe siècle.
Strbske Pleso accueillit une compétition de la Coupe du monde de saut à ski chaque année de 1980 à 1987, ainsi qu'en 1991. Des championnats du monde junior de ski nordique y ont été organisés en 1990, 2000 ainsi qu'en 2009.

### Les tremplins

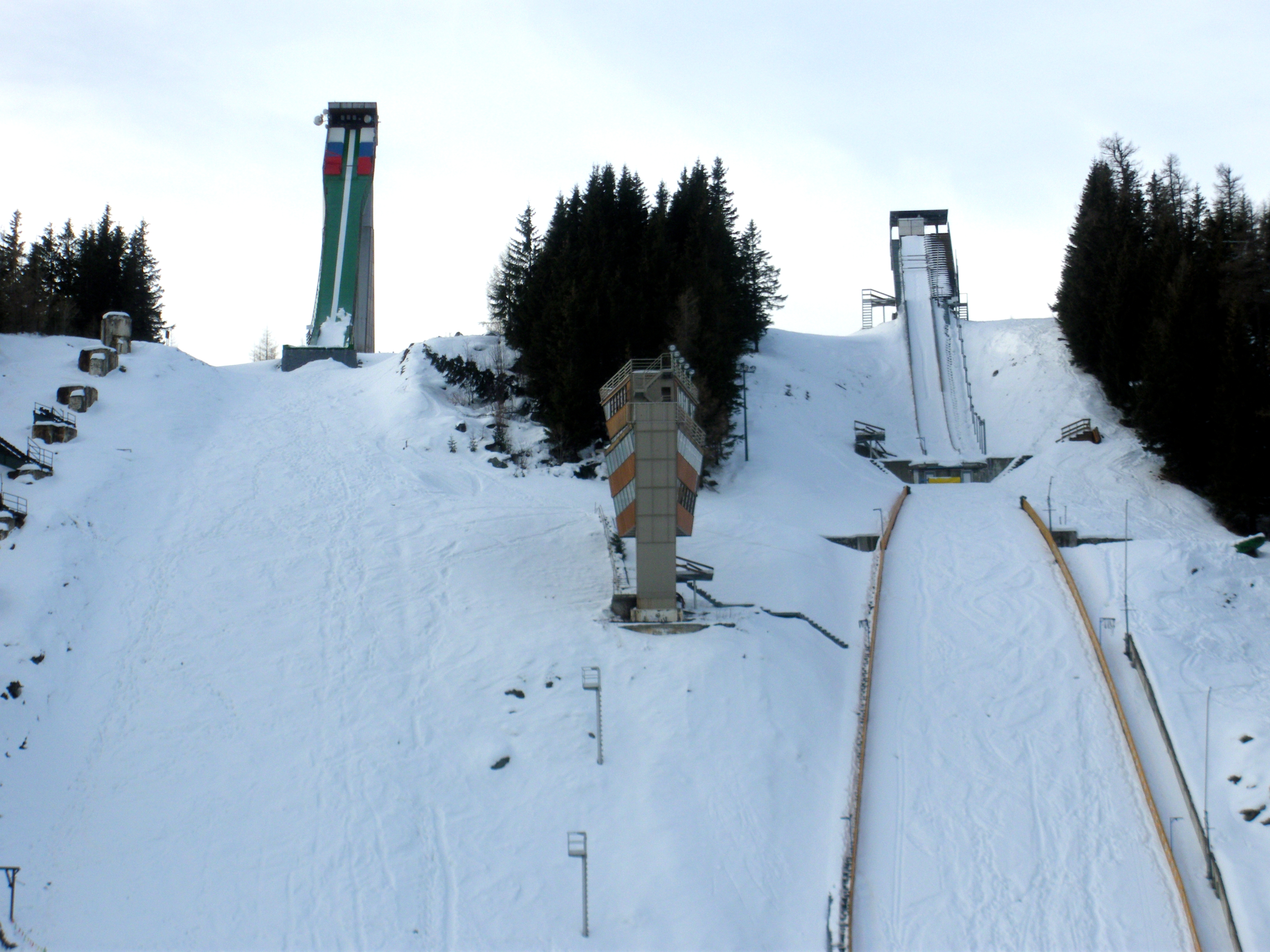
En hiver
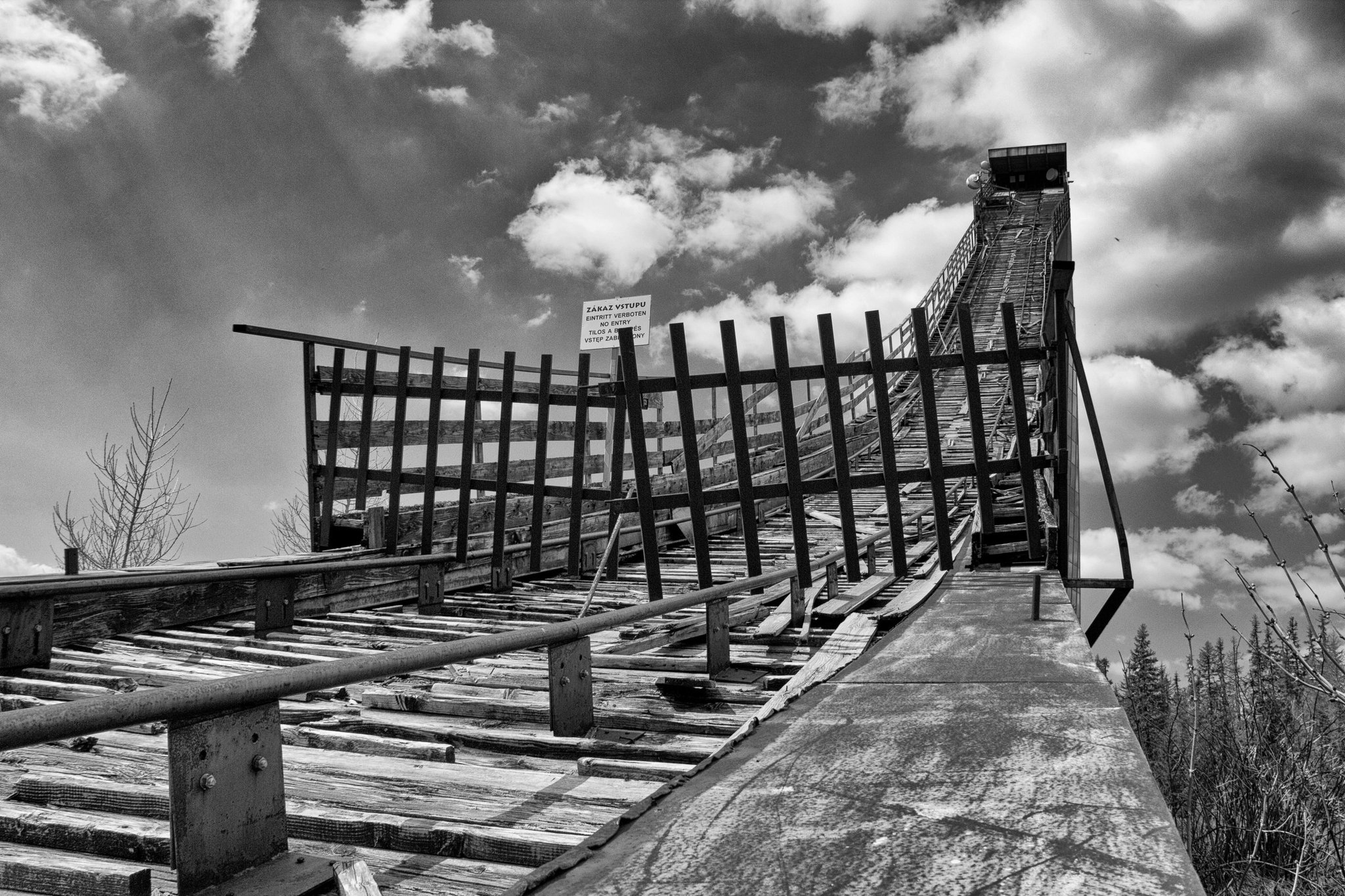
L'ancien tremplin abandonné
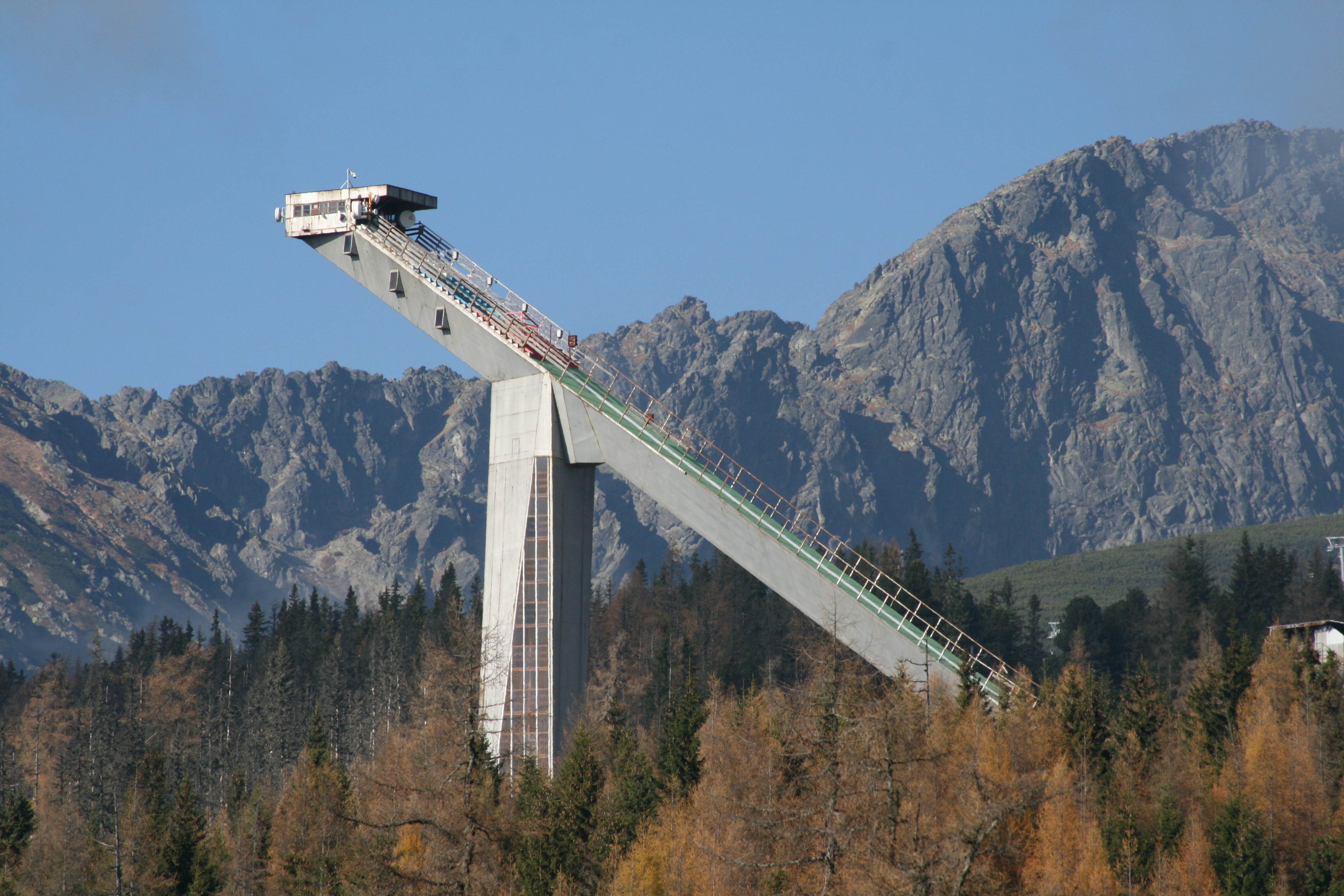
En été
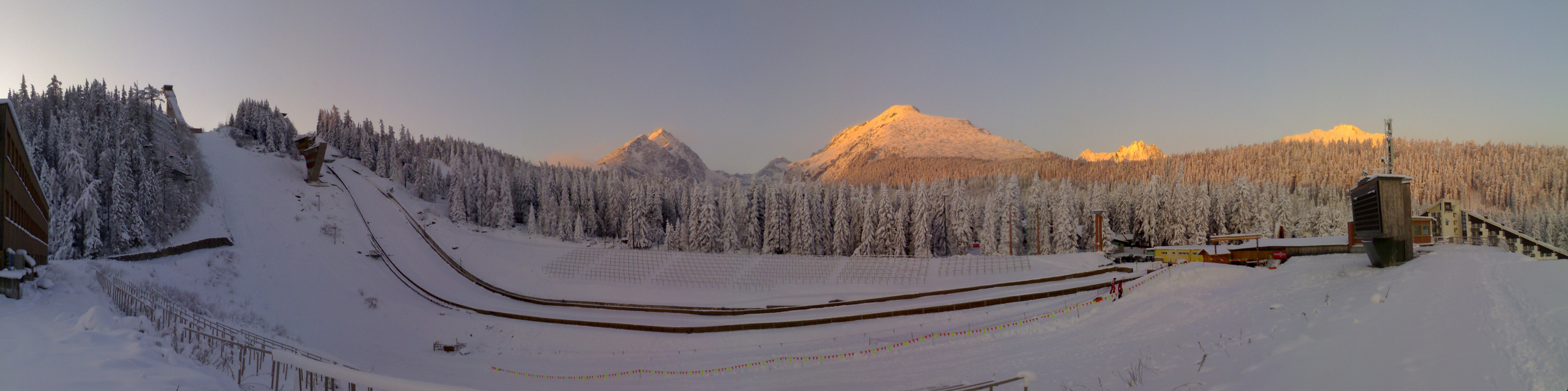
Les tremplins en 2009